# Jours tranquilles à Clichy (roman)
Pour les articles homonymes, voir Jours tranquilles à Clichy (homonymie).
Jours tranquilles à Clichy (Quiet Days in Clichy) est un roman autobiographique d’Henry Miller écrit en 1940 et publié en 1956, d'abord à Paris, puis en 1965 aux États-Unis.

## Contexte
En 1930, Henry Miller vient vivre à Paris puis s’installe à Clichy dans un appartement qu'il partage avec Alfred Perlès, un journaliste correspondant du Chicago Tribune. Il vit ainsi deux ans et rédige ses premiers livres, Tropique du Cancer et Printemps noir, sous le regard de sa muse Anaïs Nin.

## Présentation
C'est après son retour à New York en 1940 que Henry Miller écrit Jours tranquilles à Clichy. Il en reprend l'écriture en 1956 à la veille de sa publication. Comme pour certains autres de ses romans, Jours tranquilles à Clichy est publié d’abord en France et interdit aux États-Unis jusque dans les années 1960. Miller y évoque la vie de bohème de deux amis, Joey et Carl, écrivains sans le sou à Paris. Il garde de ces années « l'impression d'un petit paradis sur terre », détaillant les aventures sexuelles des deux hommes, vie de débauche et fréquentation de prostituées dès qu'un peu d'argent le leur permet : « Par une journée grise, quand il faisait froid partout sauf dans les grands cafés, je goûtais à l’avance le plaisir de passer une heure ou deux au Wepler avant d’aller dîner. La lueur rose qui nimbait toute la salle émanait des putains qui se rassemblaient d’ordinaire près de l’entrée [...] Le coin où elles se réunissaient ressemblait à la Bourse où se négociait le marché du sexe, lequel avait ses hauts et ses bas, comme n'importe quel marché. Comme dit le proverbe, il n'y a que deux choses à faire quand il pleut et les putains ne perdaient jamais leur temps à jouer aux cartes ».

## Première édition
L'ouvrage sort à Paris en anglais chez Olympia Press en 1956 illustré de 27 photographies de Brassaï.
La première traduction en français est de Gérard Robitaille, publiée par Éric Losfeld en 1967.

## Film
En 1990, Claude Chabrol tourne son film Jours tranquilles à Clichy, adaptation du livre de Miller.